# Jean Marie Julien Balland
Jean Marie Julien Balland, francoski rimskokatoliški duhovnik, škof in kardinal, * 26. julij 1934, Bué, † 1. marec 1998.

## Življenjepis
3. septembra 1961 je prejel duhovniško posvečenje.
6. novembra 1982 je bil imenovan za škofa Dijona in 12. decembra istega leta je prejel škofovsko posvečenje.
8. avgusta 1988 je postal nadškof Reimsa in 27. maja 1995 nadškof Lyona.
21. februarja 1998 je bil povzdignjen v kardinala in imenovan za kardinal-duhovnika S. Pietro in Vincoli.
Umrl je komaj teden dni zatem.